# Renicoris robustus
Renicoris robustus – gatunek pluskwiaka z rodziny zajadkowatych i podrodziny Harpactorinae, jedyny z monotypowego rodzaju Renicoris. Endemit Junnanu.

## Taksonomia
Rodzaj i gatunek typowy opisane zostały po raz pierwszy w 2023 roku przez Wang Jianyuna, Chen Zhuo, Zhao Pinga i Cai Wanzhi na łamach „ZooKeys”. Opisu dokonano na podstawie pojedynczego samca. Jako miejsce typowe wskazano centralne Yijiao w Yakou w powiecie Lüchun na południu chińskiego Junnanu. Nazwa rodzajowa to połączenie nazwiska entomologa Ren Shuzhi z latynizacją greckiego κορίς (korís), oznaczającego „pluskwiak”. Z kolei epitet gatunkowy oznacza po łacinie „tęgi”.

## Morfologia

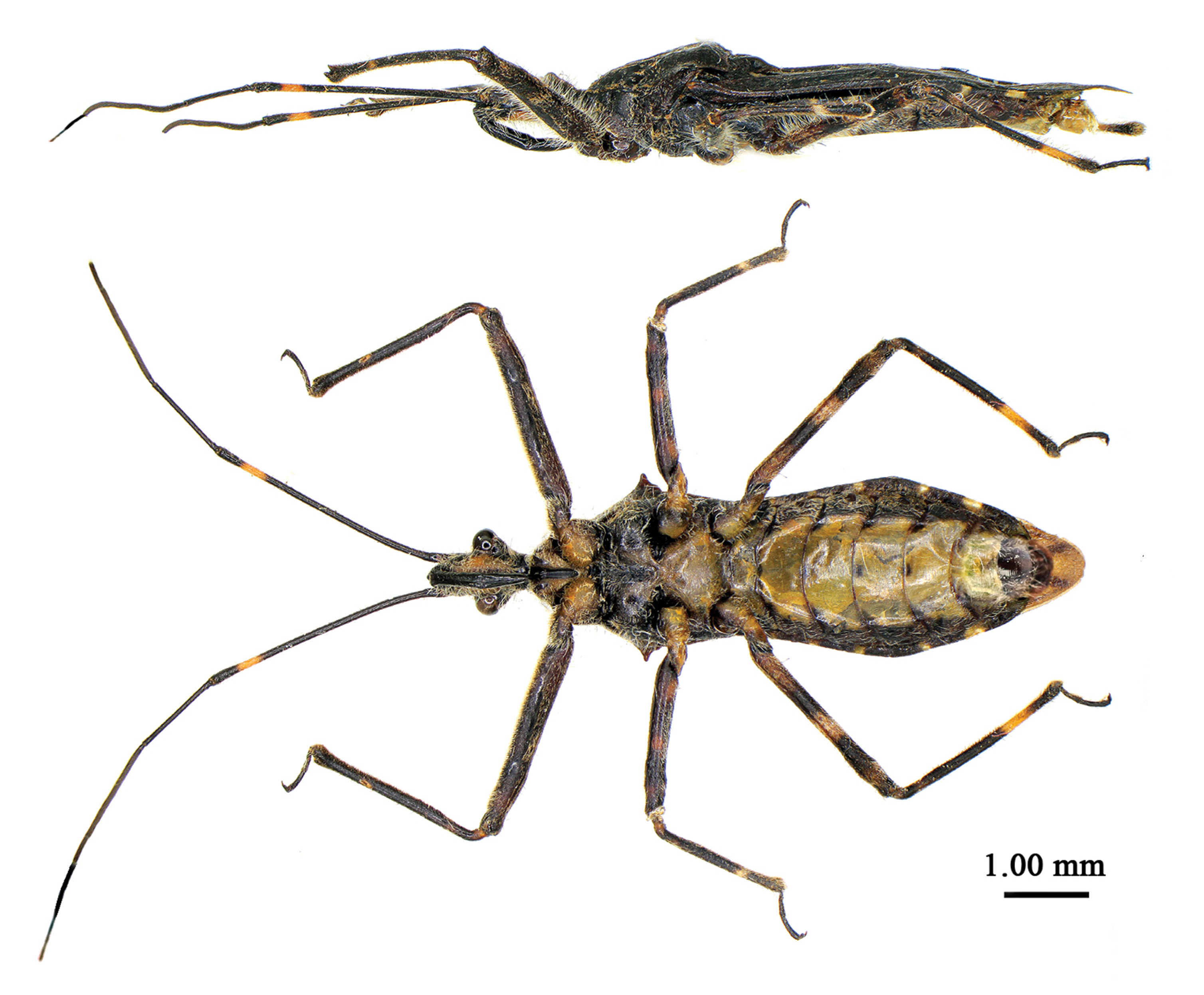
Samiec w widoku z boku i od spodu

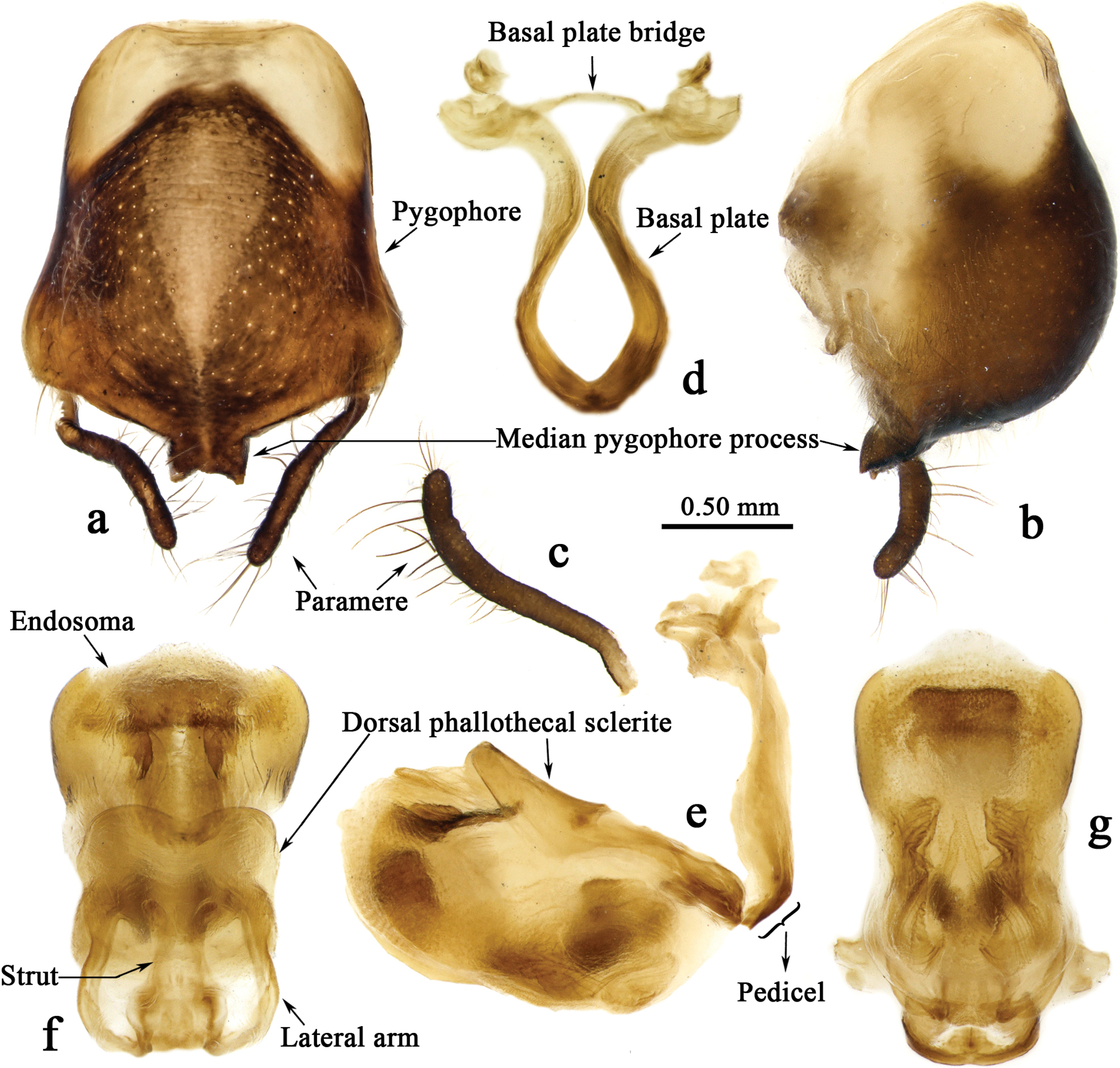
Genitalia samca; a: pygofor z obiema paramerami w widoku brzusznym, b: pygofor bez paramer w widoku bocznym, c: paramera, d: fallobaza, e: fallus, f: fallosoma w widoku grzbietowym, g: fallosoma w widoku brzusznym

Pluskwiak o stosunkowo przysadzistym, lekko grzbietobrzusznie spłaszczonym ciele o mierzonej razem ze skrzydłami długości 15,1 mm. Wierzch ciała jest niebieskawoczarny z mlecznobiałymi do żółtawych znaczeniami, spód zaś ogólnie jaśniejszy, z mlecznobiałymi przedpiersiem, zapiersiem i sternitami odwłoka. Oskórek niemal całego ciała porastają krótkie, zakrzywione, białe włoski i półwzniesione szczecinki.
Głowa ma duże i wyłupiaste oczy złożone, wyniesione przyoczka, dodatkową parę małych, okrągłych guzków za guzkami czułkowymi oraz przysadzistą kłujkę o członie pierwszym najdłuższym.
Dłuższe od głowy, trapezowate, słabo ku przodowi opadające przedplecze ma płat przedni tak długi jak tylny i opatrzony bruzdą pośrodku podstawy, niewyraźne przewężenie środkowe, zaokrąglone kąty przednie, proste brzegi boczne, a kąty boczne krótko-kolcowato wyciągnięte. Na prawie trójkątnej tarczce występuje Y-kształtna listewka. Skrzydła są w pełni rozwinięte. Sięgające nieco za wierzchołek odwłoka półpokrywy mają komórkę wewnętrzną szerszą niż zewnętrzna u nasady. Odnóża są dość grube, zwłaszcza pierwsza ich para. 
Odwłok jest rombowaty, o rombowato wystających bocznie segmentach listewki brzeżnej od czwartego do szóstego. Samcze genitalia mają pygofor o rozdwojonym pod kątem ostrym wyrostku środkowym, maczugowate, lekko zakrzywione i pośrodku skręcone paramery, płytkę nasadową fallobazy o krótkiej nóżce, a także eliptyczną fallosomę z dobrze schitynizowanym i wklęśniętym na szczycie sklerytem grzbietowym falloteki oraz uzbrojonym w parę liściowatych sklerytów wierzchołkiem endosomy.

## Rozprzestrzenienie
Owad orientalny, endemiczny dla Chin, znany tylko z góry Huanglian w Junnanie. Spotkany na wysokości 1938 m n.p.m.